# فلسفه‌ی خود
فلسفه خود (به انگلیسی: philosophy of self)، به مطالعه حالات متعدد هویت می‌پردازد که موضوع یک تجربه را از سایر تجارب متمایز می‌سازد. خود، بعضاً به عنوان یک شی واحد فهم می‌شود که اساساً با خودآگاهی، آگاهی و عامل مرتبط است.

## تعاریف خود
اغلب تعاریف فلسفی، در کلام دکارت، لاک، هیوم و ویلیام جیمز، برحسب ضمیر اول شخص بیان شده‌اند. تعریفی از خود که به صورت سوم شخص بیان شده باشد، به کیفیت ذهنی بخصوصی اشاره نکرده بلکه به سمت عینیت و عملیات‌گرایی می‌رود.
از نقطه نظر شخصی دیگر، خودِ یک فرد در رفتار و مباحثاتش در معرض نمایش گذاشته می‌شود؛ بنابراین، نیات یک فرد دیگر را تنها از چیزی که آن فرد از خود بروز می‌دهد می‌توان استنباط نمود. ویژگی‌های منحصر به فرد خود، هویتش را تعیین می‌کند.

## مفاهیم خودی

### دانش به خود
هم تمدن‌های غربی و هم شرقی به نحوی به مفهوم خودشناسی پرداخته و براهمیت آن، به ویژه در ترکیب پارادوکسیکال از دسترسی آنی و ابهام عمیقی که این پدیده به همراه دارد، تأکید نموده‌اند. از نظر سقراط، هدف فلسفه «خودت رو بشناس» بود. لائوتسه در اثر خود با عنوان دائو ده جینگ (دفتر راه و فضیلت) می‌گوید: «شناخت دیگران فرزانگی است. شناخت خود روشنگری است. تسلط بر دیگران نیازمند زور است. تسلط بر خود نیازمند قدرت است.» همین وضعیت برای پیشگویان اوپانیشاد نیز وجود داشت که معتقد بودند دانش حقیقی نهایی عبارت از درک جوهر خود و ماهیت خدا است. ادی شانکراچاریا در تشریح بهگود گیتا می‌گوید: «خودشناسی به تنهایی قادر است که مصیبت را از بین ببرد». «خودشناسی به تنهایی وسیله‌ای برای والاترین شادکامی است.» «کمال مطلق، کمالِ خودشناسی است».
نظریه‌ای در مورد خودشناسی، این مفهوم را به عنوان ظرفیت تشخیص احساسات، افکار، حالات ذهنی و نگرش‌ها را به عنوان چیزهایی متعلق به خود یک شخص توصیف می‌کند. این مفهوم با سایر مفاهیم همچون خویشتن‌آگاهی و خود-پنداری مرتبط است. نظریه عقل‌گرایان که الهام‌بخش آن ایمانوئل کانت بوده‌است نیز مدعی است که توانایی ما در دستیابی به خودشناسی از طریق انعکاس عقلانی، تا حدی از این حقیقت نشأت می‌گیرد که ما خود را عامل عقلانی بپنداریم. این مکتب، این نظر که خودشناسی صرفاً از مشاهده نشأت می‌گیرد را رد می‌کند، چرا که تصدیق می‌کند که سوبژه مسئول توانایی خود به عنوان عامل شکل دهده حالات خودش است.

### خود به عنوان فعالیت
ارسطو با پیروی از افلاطون، روح را به عنوان سایکه جوهر مرکزی یک موجود زنده تعریف نمود و در حالیکه ادعا می‌کرد که از جسم جدا نیست، بخش به اصطلاح «خردمندش» را فنا ناپذیر و جاودانه می‌دانست، در قبال عملکردهای وابسته به اورگانیسم نباتی/تغذیه‌ای و ادراکی. ارسطو در نظریه علل و «کنش و اثر» خود، موجودات را از جنبه ظاهر حقیقی آنها برجسته نموده و همچنین روح را با در نظر داشت تأثیرات حقیقی آن تعریف می‌کند. به عنوان مثال، اگر چاقو روح می‌داشت، عمل قطع کردن همان قطع روح او می‌بود، چون «قطع کردن» بخشی از جوهری است که چاقو بر مبنای آن شناخته می‌شود. دقیق‌تر اینکه روح «اولین فعالیت» یک جسم زنده است. این فعالیت، یک حالت یا پتانسیلی است که فعالیت حقیقی یا «ثانویه» از آن نشأت می‌گیرد. از نظر ارسطو: «تبر دارای لبه‌ای برای قطع کردن است» مشابه بود با: «انسان جسم دارد تا فعالیت منطقی انجام دهد» و پتانسیل فعالیت‌های منطقی، جوهر روح انسانی را تشکیل می‌داد. او می‌گوید: «روح، واقعیت یا جوهر سازنده چیزی است که دارای پتانسیل روح دار شدن است»، و همچنین «هرگاه ذهن از حالات فعلی خود آزاد گردد، همانند چیزی که هست ظهور پیدا می‌کند، نه چیزی بیشتر: همین به تنهایی باعث فنا ناپذیر و جاودانگی اش است». ارسطو از مفهومی که خودش از روح داشت، در تعداد زیادی از کارهایش استفاده کرده‌است؛ اثر اصلی وی در این رابطه دی انیما (پیرامون روح) است.
همچنین ارسطو بر این باور بود که روح دارای چهار بخش است: بخش‌های محاسبه‌ای و علمی در سمت تعقلی برای اتخاذ صمیمات و بخش‌های آرزویی و نباتی در سمت غیر تعقلی که مسئولیت شناسایی نیازهای ما را دارد. تقسیم‌بندی وظایف و فعالیت‌های روح نیز در «نظریهٔ سه‌قسمتی افلاطون» یافت می‌شوند. یکی از مسائلی که توسط ارسطو ثبت شده و به یاد مانده‌است:
پس اگر روح تقسیم پذیر بوده و دارای چند بخش باشد، چه چیزی اجزائش را به هم نگه می‌دارد؟ یقیناً آن چیز بدن نیست: بلکه، ظاهراً خلاف آن صدق می‌کند، یعنی، روح بدن را به هم نگه می‌دارد؛ چون زمانیکه روح از بدن خارج می‌شود، بدن شروع به منقضی و منقسم شدن می‌نماید. اگر چیز دیگری بود که بدن را یک پارچه می‌ساخت، آن چیزی دیگر باید همان روح باشد. خوب، یک شخص ممکن است در رابطه به این چیز دیگر بپرسد که آیا یکی است یا چند جزء دارد. اگر یکی است، پس چرا مستقیماً آنرا روح ننامیم؟ اما اگر این هم تقسیم پذیر است، دوباره این استدلال خلق می‌شود که چه چیزی آنها را باهم نگه می‌دارد؟ و همین‌طور این استدلال تا بی‌نهایت می‌تواند ادامه داشته باشد.

### استقلال حس‌ها از خود
ابن سینا، زمانیکه در یک قصر زندانی بود، آزمایش فکری مشهور خود «انسان معلق» را نوشت و در آن خویشتن‌آگاهی انسان و موجودیت روح را تشریح نمود. آزمایش فکری او به خواننده‌هایش می‌گوید تا خود را در فضا بصورت معلق تصور نمایند، جدا از تمامی حواس و حتی نباید با بدن خودشان تماس حسی داشته باشند. او استدلال می‌نماید که در این حالت، یک شخص هنوز هم خود آگاهی داشته باشد. ازین رو او اینگونه نتیجه‌گیری می‌نماید که روح به هیچ شی فیزیکی متکی نیست و به روح نباید از دید نسبی نگاه شود، بلکه باید به آن به عنوان ماده اولیه و معلوم نگریست. این استدلال بعدها توسط رنه دکارت بر حسب اصطلاحات معرفت‌شناسی پالایه شده و بازگو گردید، او گفت: «من می‌توانم خود را از تمامی فرضیه‌های خارجی تجرید نمایم، اما نه از فرضیه‌های خودآگاهی خودم.»

### نظریهٔ کلافیِ خود
دیوید هیوم اشاره نمود که ما معمولاً تمایل داریم که فکر کنیم همان شخصی هستیم که پنج سال قبل بودیم. گرچه ما در ابعاد مختلفی تغییر نموده‌ایم، اما آن شخص، همان شخصی است که قبلاً بود. ممکن است شروع به فکر کردن در مورد این نماییم که چه ویژگی‌های را می‌توان بدون تغییر خود زیرین، تغییر داد. با این حال، هیوم وجود تمایز میان ویژگی‌های مختلف یک فرد و خودِ مرموز که احتمالاً باعث این ویژگی‌ها می‌شود را رد می‌کند. زمانیکه ما شروع به واکاوی درون خود می‌کنیم، «ما هیچ وقت آگاهی نزدیک و صمیمانه‌ای با هیچ چیز نخواهیم داشت، بلکه صرفاً یک ادراک راز آلود داریم؛ انسان مجموعه‌ای (کلافی) از ادراکات مختلف است که این ادراکات از یکدیگر با سرعت غیرقابل تصور پیشی می‌گیرند و همواره در جریان و تحرک هستند.»